# الک بندک
اِلِک بِنِدِک (مجاری: Benedek Elek، زاده ۳۰ سپتامبر ۱۸۵۹ در کیش‌باتسون، ترانسیلوانی – درگذشته ۱۷ اوت ۱۹۲۹ در بتانی میچی) روزنامه‌نگار و نویسنده مجاری بود که عمدتاً با عنوان راوی قصه شاه پریان سِکِی شناخته می‌شود.

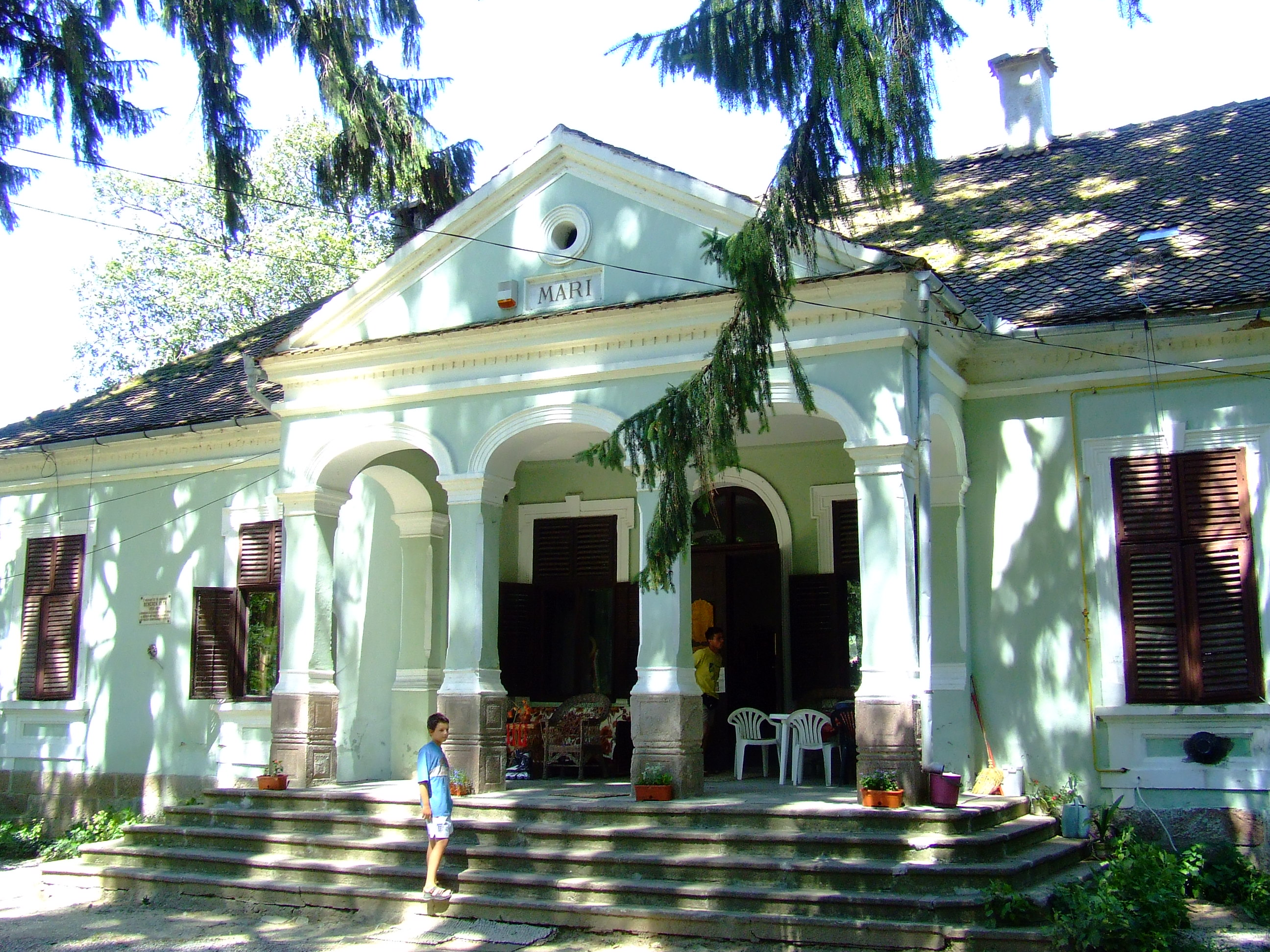
خانه یادبود بندک

## سرگذشت
بندک تحصیلات خود را در زمینه علوم مقدماتی در سِکِی‌اودوارهِی (اکنون رومانی، اودورهیو سکویس) و سپس در بوداپست به پایان رساند. در ۱۸۸۴، با ماریا فیشر در کلیسای میدان کالوین بوداپست ازدواج کرد. مدتی عضو حزب لیبرال و سپس حزب ملی بود؛ در سخنرانی‌های خود هم در مجلس نمایندگان به ادبیات جوانان، زبان و شعر عامیانه و نیز آموزش عمومی می‌پرداخت.
در سال ۱۸۸۹، او در ویرایش روزنامهٔ من، اولین روزنامه ادبی و میهن‌پرستانه کودکان به همراهی چندین نویسنده شهیر دیگر شرکت کرد. در سال ۱۸۹۰ به عضویت لژ ماسونی به نام دموکراتسیا درآمد. ویرایش سری کتاب‌های جوانان به نام کتابخانه کوچک، بعدها با نام کتابخانه کوچک اِلِک بِنِدِک را به انجام رسانید و در ادامه قرن بیستم ویرایشگری روزنامه‌ها و مجلات زیاد دیگری را نیز عهده‌دار بود. کتاب قصه‌های طلا و نقره افسانه‌هایی برای جوانان، اقتباسی از داستان‌های هزار و یک شب و برادران گریم و اصلی‌ترین و بهترین قصه‌های مجاری برای دهه‌ها با ده‌ها کتاب جدید بودند. او همچنین شعر، نمایشنامه، رمان، آثار تاریخی و ادبی فراوانی نوشت.
در ۱۹۲۱، او به خانه خود در کیش‌باتسون که توسط پیمان صلح تریانون به رومانی ضمیمه شده‌بود، بازگشت. تا زمان مرگش را در آنجا به سردبیری مجله دوست برای بچه‌ها گذراند. بندک به‌عنوان داستان‌نویس، یکی از بنیان‌گذاران ادبیات کودکان مجارستان و در زمره مربیان برجسته مجارستان قرار می‌گیرد.
سه کلمه آخر وصیت‌نامه او به عنوان یک نویسنده آن بود که: «مهم این است که کار کنید.»

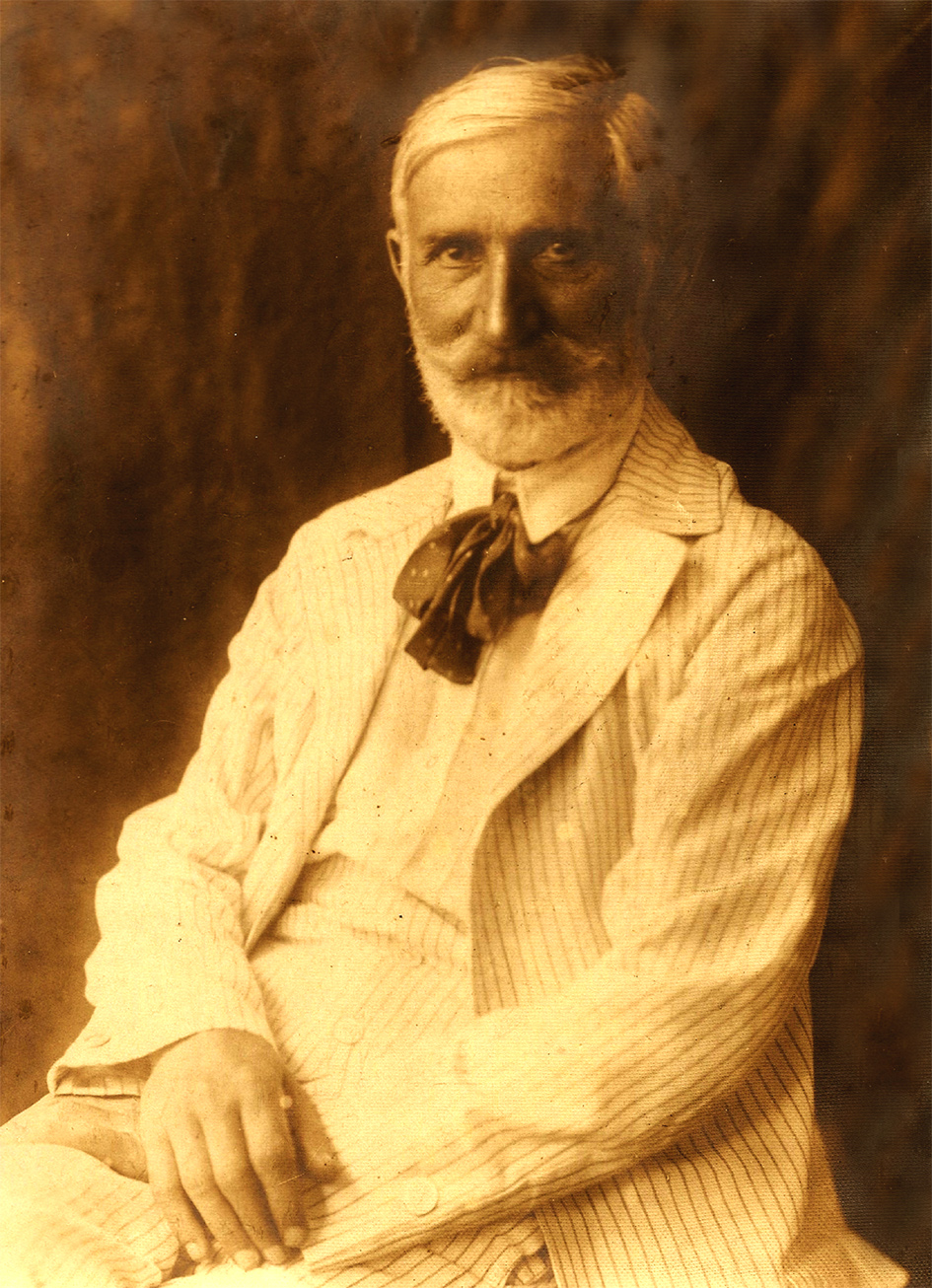
بندک در سال ۱۹۲۴
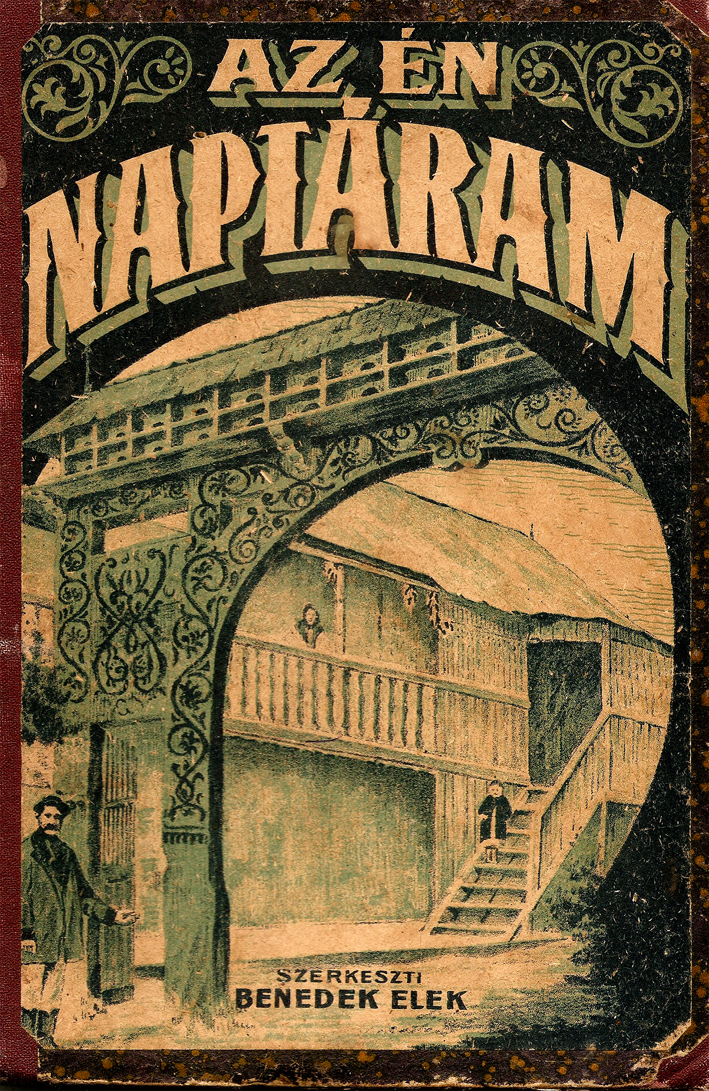
تقویم من
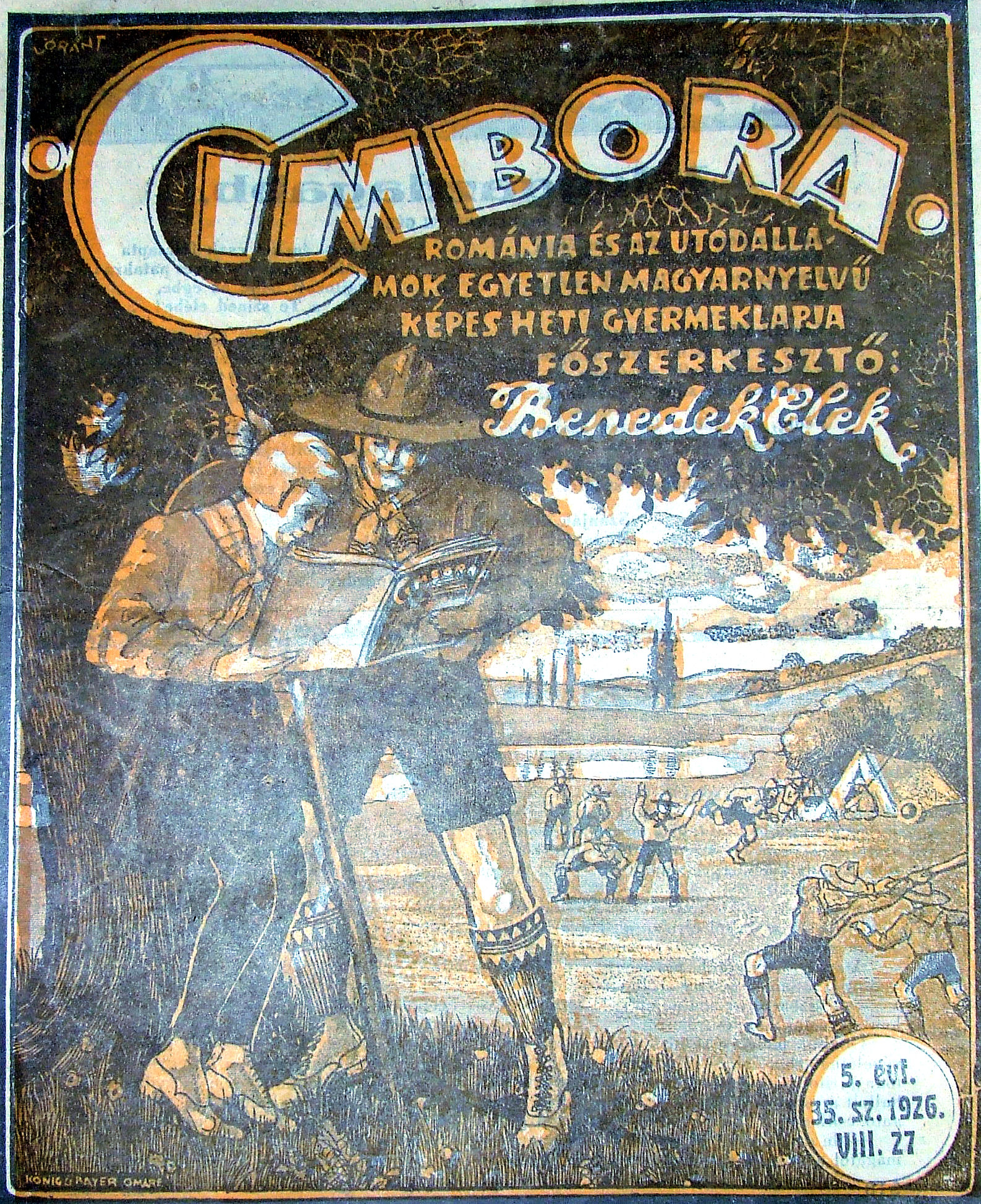
مجلهٔ دوست
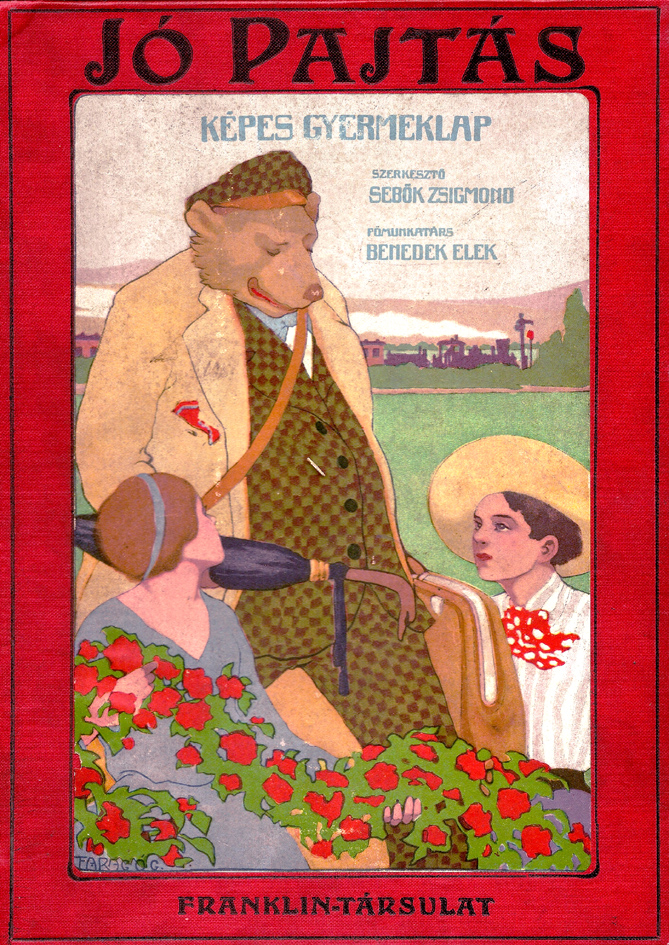
مجله دوست خوب
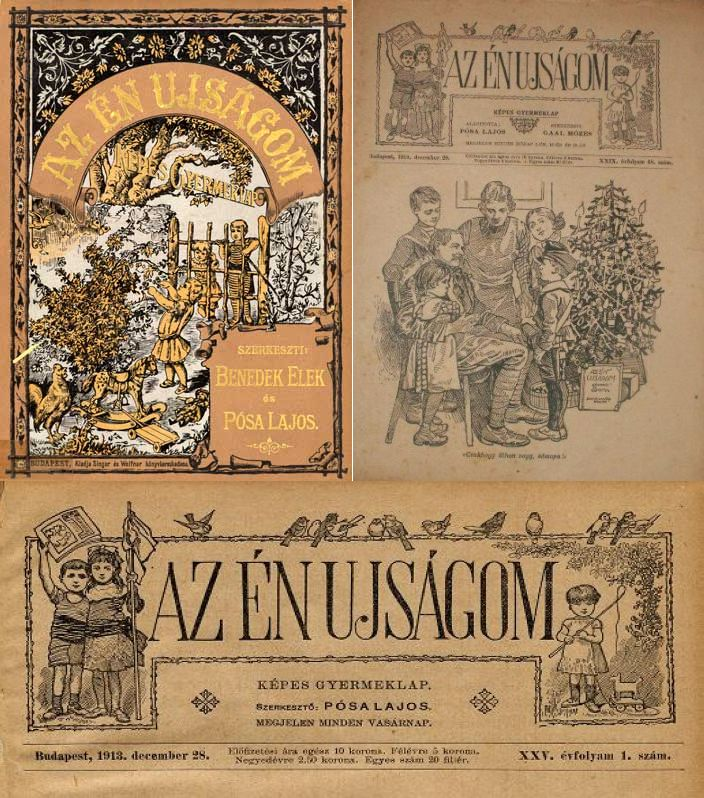
روزنامهٔ من

## یادداشت
1. 1 2  بر اساس پیمان تریانون، در ۱۹۲۰، ترانسیلوانی شامل سکی‌فولد به رومانی واگذار شد.
2. ↑  Cimbora